# Колекція писанок Катерини Скаржинської

Катерина Скаржинська

Фрагмент каталогу писанок К. М. Скаржинської

Колекція писанок Лубенського музею К. М. Скаржинської — колекція великодніх яєць, зібраних меценаткою Катериною Скаржинською у 1888—1905 роках. Зібрання виставлялось у її приватному краєзнавчому музеї у Лубнах.

## Історія колекції
Після опублікування у російських часописах зразків зображень писанкарського мистецтва 1887 року Катерина Скаржинська зацікавилась народними великодніми яйцями і доручила завідувачу її музею Ф. І. Камінському зібрати колекцію писанок. У наступному році з Лубен поступили перші 23 писанки. 1889 року колекція поповнилась 14 писанками, 1890 — 239, 1891 — 76.
Переважна більшість писанок була розписана народними майстринями, кілька були зроблені у монастирях, решту складали роботи аматорів (мальованки, наклеянки, дряпанки, крапанки). 1898 року колекція нараховувала 2123 одиниці. Загалом писанки були зібрані з 18 регіонів (губерній):
- Волинської (166),
- Київської (130),
- Подільської (770),
- Полтавської (359),
- Харківської (36),
- Херсонської (91),
- Чернігівської (75),
- Бессарабської (30),
- Варшавської (18),
- Люблінської (25),
- Мінської (1),
- Гродненської (120),
- Воронізької (7),
- Кубані (12),
- Курської (127),
- Оренбурзької (8),
- Уфимської (4),
- Самарської.

Окрім писанок Скаржинська збирала і їх зображення.
Під час підготовки експозиції колекціонерка зіштовхнулась з певними труднощами. З кожним роком кількість писанок в Україні катастрофічно зменшувалась. Співробітник Круглицького музею, дійсний член Імператорського російського географічного товариства С. К. Кульжинський пояснював це так:
«Особи, що нещодавно легко доставали писанки по селах, тепер рідко могли знайти бабу, яка вміла їх писати: одні кинули цю справу як украй неприбуткову , другі переселилися до Сибіру, третіх і зовсім не було у живих».
На прохання Скаржинської допомогти зібрати писанки з різних регіонів відгукнулися представники інтелігенції К.  Болсуновський, С.  Венгрженовський, М. Грейм, М. Грекк, М. Кульчицький, о. Ігнатій Лотоцький, професор М. Сумцов, М. Янчук, В. Ястрєбов та ін.
Ще однією проблемою виявилось питання збереження зразків, оскільки яйце не тільки крихкий, але й швидкопсувний предмет. Траплялось, що писанки з часом вибухали на стендах, інші бились при транспортуванні. Частина колекції з Чернігівської і Бессарабської губерній загинула безповоротно. Співробітники розробили методику консервування писанок, для цього вони пробивали у яйці невеликий отвір, вичищали його вміст і висушували шкаралупу за допомогою термообробки. Тоді ж виникла потреба у друкованому каталозі. За цю справу взявся С. К. Кульжинський, який систематизував матеріал і підготував до друку два випуски каталогу колекції писанок. Однак був виданий лише перший випуск 1899 року. Зображення писанок відтворив лубенський рисувальник Ходорковський.

## Доля колекції К.М.Скаржинської
1906 року Природничо-історичний музей Полтавського губернського земства отримав всі писанки Скаржинської і підготовлений до друку другий випуск каталогу цієї колекції, що складався з 3113 малюнків, 1181 карточки, 58 фотографій, чотирьох зошитів з матеріалами. За радянські часи колекцію експонували у Полтавському музеї. 1943 року значна частина зразків згоріла під час підпалу фашистами музею. Врятувалось лише 458 одиниць.
Матеріали другого випуску каталогу директор музею Кость Мощенко вивіз за кордон 1943 року й передав до музею при Храмі-Пам'ятникові у Баунд-Бруці (США).
2011 року харківське видавництво «Сага» перевидало перший том «Опису колекції народних писанок на основі зібрання Лубенського музею К. М. Скаржинської».